# Lista comandanților Marinei Militare Române
Aceasta este lista comandanților Marinei Militare Române.
| Grad                | nume                       | Perioadă                              |
| ------------------- | -------------------------- | ------------------------------------- |
| Colonel             | Nicolae Steriade           | 22 octombrie 1860 - 27 decembrie 1863 |
| Colonel             | Constantin Petrescu        | 27 decembrie 1863 - 11 februarie 1866 |
| Maior               | Scarlat Murguleț           | 11 februarie 1866 - 17 martie 1867    |
| Maior               | Emanoil Boteanu            | 17 martie - 30 aprilie 1867           |
| Maior               | Anton Barbieri             | 30 aprilie 1867 - 1 ianuarie 1874     |
| General             | Nicolae Dimitrescu-Maican  | 1 ianuarie - 10 decembrie 1874        |
| Contraamiral        | Ioan Murgescu              | 10 decembrie 1874 - 1 aprilie 1877    |
| General             | Nicolae Dimitrescu-Maican  | 1 aprilie - 1 decembrie 1877          |
| Contraamiral        | Ioan Murgescu              | 1 decembrie 1877 - 8 aprilie 1879     |
| General             | Nicolae Dimitrescu-Maican  | 8 aprilie 1879 - 10 mai 1888          |
| Contraamiral        | Ioan Murgescu              | 10 mai 1888 - 1 aprilie 1901          |
| Contraamiral        | Emanoil Koslinski          | 1 aprilie 1901 - 1 aprilie 1909       |
| Contraamiral        | Eustațiu Sebastian         | 1 aprilie 1909 - 9 ianuarie 1917      |
| Comandor            | Nicolae Negru              | 9 ianuarie 1917 - 1 iunie 1918        |
| Viceamiral          | Constantin Bălescu         | 1 iunie 1918 - 3 noiembrie 1920       |
| Contraamiral        | Constantin Niculescu-Rizea | 3 noiembrie 1920 - 30 octombrie 1925  |
| Viceamiral          | Vasile Scodrea             | 7 noiembrie 1925 - 13 ianuarie 1934   |
| Viceamiral          | Ioan Bălănescu             | 13 ianuarie 1934 - 2 noiembrie 1937   |
| Amiral              | Petre Bărbuneanu           | 2 noiembrie 1937 - 6 septembrie 1940  |
| Viceamiral inginer  | Eugeniu Roșca              | 21 septembrie 1940 - 16 iunie 1942    |
| Viceamiral inginer  | Ioan Georgescu             | 16 iunie 1942 - 27 martie 1945        |
| Amiral              | Petre Bărbuneanu           | 27 martie 1945 - 10 decembrie 1946    |
| Comandor            | Eugeniu Săvulescu          | 10 decembrie 1946 - 1 noiembrie 1948  |
| Comandor            | Ioan Cristescu             | 15 decembrie 1948 - 25 august 1949    |
| Viceamiral          | Emil Grecescu              | 25 august 1949 - 20 septembrie 1952   |
| Contraamiral        | Florea Diaconu             | 20 septembrie 1952 - 13 aprilie 1954  |
| Contraamiral        | Mihail Nicolae             | 13 aprilie 1954 - 18 martie 1959      |
| Contraamiral        | Florea Diaconu             | 30 martie 1959 - 19 aprilie 1961      |
| Viceamiral          | Gheorghe Sandu             | 19 aprilie 1961 - 29 noiembrie 1963   |
| Viceamiral inginer  | Grigore Marteș             | 29 noiembrie 1963 - 4 iulie 1973      |
| Viceamiral          | Sebastian Ulmeanu          | 13 decembrie 1973 - 21 martie 1979    |
| Viceamiral          | Ioan Mușat                 | 21 martie 1979 - 30 decembrie 1989    |
| Amiral              | Mihai Aron                 | 30 decembrie 1989 - 12 aprilie 1990   |
| Viceamiral comandor | Gheorghe Anghelescu        | 26 aprilie 1990 - 1 mai 1997          |
| Viceamiral          | Traian Atanasiu            | 1 mai 1997 - 1 ianuarie 2002          |
| Amiral              | Corneliu Rudencu           | 1 ianuarie 2002 - 31 martie 2004      |
| Viceamiral          | Gheorghe Marin             | 1 aprilie 2004 - 13 septembrie 2006   |
| Contraamiral        | Dorin Dănilă               | 3 noiembrie 2006 - 1 iulie 2010       |
| Viceamiral          | Aurel Popa                 | 1 iulie 2010 - 20 decembrie 2013      |
| Viceamiral          | Alexandru Mîrșu            | 20 decembrie 2013 - 30 iunie 2020     |
| Viceamiral          | Mihai Panait               | 15 august 2020 - prezent              |